# Megaselia sevciki
Megaselia sevciki är en tvåvingeart som beskrevs av Ronald Henry Lambert Disney 2006. Megaselia sevciki ingår i släktet Megaselia och familjen puckelflugor.
Artens utbredningsområde är Tjeckien. Inga underarter finns listade i Catalogue of Life.